# آسيا ترافل
آسيا ترافل (بالإنجليزية: asiatravel.com)‏ هي شركة سنغافورية تعمل في مجال الحجوزات الفندقية عبر الإنترنت، بالإضافة إلى توفيرها للعديد من خدمات السياحة والسفر وحجوزات الطيران. تمتلك الشركة شبكة متكاملة من مراكز البيع وخدمة العملاء في مدن آسيوية عدة والشرق الأوسط مثل سنغافورة، ماليزيا، أندونيسيا، تايلاند، الفلبين، هونغ كونغ، الصين، الهند، والإمارات العربية المتحدة (دبي). كما يوجد لديها شركاء في اليابان، تايوان، سريلانكا، جزر المالديف، وفيتنام.
توقفت الشركة عن العمل في أكتوبر 2018